# Kàmskoie Ústie
Kàmskoie Ústie - Камское Устье (rus) és un possiólok de la República del Tatarstan, a Rússia a la confluència del Volga i del Kama.